# Thieves Fall Out
Thieves Fall Out is een Amerikaanse komediefilm uit 1941, geregisseerd door Ray Enright en geschreven door Charles Grayson en Ben Markson. De hoofdrollen worden vertolkt door Eddie Albert en Joan Leslie, met Jane Darwell, Alan Hale, William T. Orr en John Litel in ondersteunende rollen. 
De B-film werd uitgebracht door Warner Bros. op 3 mei 1941.

## Verhaal
Eddie Barnes werkt voor zijn vader Rodney, eigenaar van de succesvolle Barnes Slumber Accessories Company, in een onbeduidende, slecht betaalde functie. Eddie, die nog thuis bij zijn ouders woont, is smoorverliefd op Mary Matthews, de dochter van Charles Matthews, de hoofdconcurrent van Rodney. Omdat hij niet genoeg verdient om te trouwen en bang is dat Mary hem verlaat voor een rijke, vervelende rivaal, vraagt Eddie zijn vader om opslag, maar hij wordt geweigerd.
Om zijn toekomst met Mary veilig te stellen, besluit Eddie zijn erfenis van $100.000 – die hij pas ontvangt na de dood van zijn moeder – te verkopen om een bedrijf te kopen. De makelaar waarmee hij in zee gaat, eist echter dat Eddie getrouwd is en een kind heeft voordat de deal doorgaat. Eddie krijgt twee maanden om beide voorwaarden te vervullen.
Op advies van zijn bemoeizuchtige grootmoeder besluit Eddie met Mary te trouwen en zet hij alles op alles om de makelaar te overtuigen dat Mary in verwachting is. Uiteindelijk lukt het Eddie om het benodigde geld bijeen te krijgen, maar hij komt al snel in conflict met een gangster, Chic Collins, die hem probeert af te persen. Met hulp van zijn grootmoeder en de politie weet Eddie de situatie te redden, en uiteindelijk wordt alles opgelost.

## Rolverdeling
- Eddie Albert als Eddie Barnes
- Joan Leslie als Mary Matthews
- Jane Darwell als grootmoeder Allen
- Alan Hale als Rodney Barnes
- William T. Orr als George Formsby
- John Litel als Tim Gordon
- Anthony Quinn als Chic Collins
- Edward Brophy als Rork
- Minna Gombell als Ella Barnes
- Vaughan Glaser als Charles Matthews
- Nana Bryant als Martha Matthews
- Edward Gargan als Kane
- Hobart Cavanaugh als David Tipton
- Frank Faylen als Pick
- William B. Davidson als Harry Eckles
- Etta McDaniel als Blossom